# Палмата (Лука)
Палмата је насеље у Италији у округу Лука, региону Тоскана.
Према процени из 2011. у насељу је живело 66 становника. Насеље се налази на надморској висини од 140 м.